# Плейстоцен
| Система/ Період | Відділ/ Епоха  | Ярус/ Вік      | Вік (млн років) | Вік (млн років) |
| --- | -------------- | -------------- | --------------- | --------------- |
| Антропоген, Q | Голоцен, Q2    | Мегхалейський  | 0               | 0,0042          |
| Антропоген, Q | Голоцен, Q2    | Нортгриппський | 0,0042          | 0,0082          |
| Антропоген, Q | Голоцен, Q2    | Гренландський  | 0,0082          | 0,0117          |
| Антропоген, Q | Плейстоцен, Q1 | Тарантський    | 0,0117          | 0,126           |
| Антропоген, Q | Плейстоцен, Q1 | Тібанський     | 0,126           | 0,781           |
| Антропоген, Q | Плейстоцен, Q1 | Калабрійський  | 0,781           | 1,80            |
| Антропоген, Q | Плейстоцен, Q1 | Гелазький      | 1,80            | 2,58            |
| Неоген, N | Пліоцен, N2    | П'яченцький    | старіше         | старіше         |
| Примітки і коментаріПідрозділи четвертинної системи наведені згідно МКС, станом на 2018 рік. Для голоценових віків і ярусів встановлено датування відносно 2000 року (тобто гренландій розпочався 11,7 тис. років тому, відраховуючи від останнього мілленіуму). Чибаній і Тарантій є неофіційними пропонованими назвами для ярусів середнього і верхнього плейстоцену, відповідно. У Європі та Північній Америці голоцен традиційно поділяється на Пребореальний, Бореальний, Атлантичний, Суббореальний і Субатлантичний періоди за схемою Блітта — Сернандера (англ. Blytt–Sernander). Існує багато локальних систем поділу верхнього плейстоцену. Головними елементами такої переодизації слугують стадії наступу льодовиків (гляціали, льодовикові періоди) та їхнього відступу (інтергляціали, межильодовиків'я). |                |                |                 |                 |
| п о р |                |                |                 |                 |

Плейстоце́н  (від грец. πλεῖστος — «найбільш» і грец. καινός — «новий») — геологічна епоха четвертинного періоду (антропогену), що почалася 2,58 млн років тому і закінчилася 11 700 років тому.
Епосі плейстоцену передує епоха пліоцену, а за нею — епоха голоцену. Кінець плейстоцену збігається з кінцем палеоліту в археології.
Плейстоцен поділяють на ранній плейстоцен, середній плейстоцен і пізній плейстоцен.
Плейстоцен характеризується загальним похолоданням клімату Землі і періодичним виникненням в середніх широтах великих вторинних зледенінь. Коливання клімату у плейстоцені створювалися коливаннями значень кліматоутворюючих чинників - у них проявлялися періоди, властиві коливанням інсоляції через астрономічні коливання елементів земної орбіти й нахилу екватора до екліптики.
Наприкінці попереднього пліоцену раніше ізольовані Північно- та Південноамериканські континенти були з’єднані Панамським перешийком, що спричинило фауністичний обмін між двома регіонами та зміну моделей циркуляції океану, з початком зледеніння у Північній півкулі приблизно 2,7 ст. мільйонів років тому. 
Під час раннього плейстоцену (2,58–0,8 млн. років) археоантропи роду Homo виникли в Африці та поширилися по всій Афро-Євразії. 
Кінець раннього плейстоцену відзначено середньоплейстоценовою революцією, причому циклічність льодовикових циклів змінюється від 41 000-річних циклів до асиметричних 100 000-річних циклів, що робить зміни клімату більш екстремальним. 
У пізньому плейстоцені відбулось поширення сучасних людей за межі Африки, а також вимирання всіх інших людських видів. Люди також вперше заселили Австралію і в Америку, одночасно з вимиранням більшості великих тварин у цих регіонах.
Тенденції аридифікації та охолодження попереднього неогену були продовжені в плейстоцені. 
Клімат сильно змінювався залежно від льодовикового циклу, причому рівень моря був на 120 метрів нижчим, ніж на піку зледеніння, що дозволило з’єднати Азію та Північну Америку через Берингію та покрити більшу частину Північної Америки Лаврентійським льодовиковим щитом.

## Палеогеографія і клімат

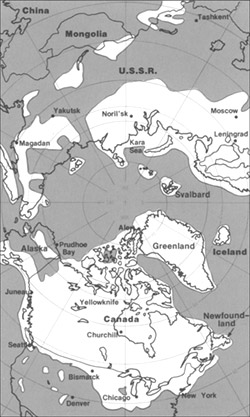
Максимальне поширення льодовиків у північній полярній області впродовж плейстоцену

Сучасні континенти фактично перебували на своїх нинішніх позиціях під час плейстоцену, плити, на яких вони розташовані, ймовірно, перемістилися не більше ніж на 100 км відносно одна одної з початку цього періоду. 
У льодовикові періоди рівень моря опускався понад 100 м під час піка зледеніння, оголюючи великі території сучасного континентального шельфу як сушу.
За словами Марка Лінаса, загальний клімат плейстоцену можна охарактеризувати як безперервний Ель-Ніньйо з пасатами у південній частині Тихого океану, які слабшають або прямують на схід, тепле повітря підійматися поблизу Перу, тепла вода поширюється із західної частини Тихого океану та Індійського океану до східної частини Тихого океану. 

### Льодовики
Клімат плейстоцену відзначався повторюваними льодовиковими циклами, під час яких континентальні льодовики в деяких місцях досягали 40-ї паралелі. 
Підраховано, що під час льодовикового максимуму 30% поверхні Землі було покрито льодом. 
Крім того, зона вічної мерзлоти простяглася на південь від краю льодовикового щита на кілька сотень кілометрів у Північній Америці та Євразії. 
Середньорічна температура на кромці льодовика становила −6 °C; на краю вічної мерзлоти, 0 °C.
Кожне просування льодовиків потребувало величезні об’єми води (товщина льодовиків сягала 1500 — 3000 м), що призводило до тимчасової регресії моря на 100 м. 
Під час інтергляціалу і відповідно трансгресії моря — вода заливає прибережний суходіл
Наслідки зледеніння були глобальними. 
Антарктида була скована льодовиком протягом усього плейстоцену, а також попереднього пліоцену. 
Анди були вкриті на півдні Патагонським льодовиковим щитом. 
Нова Зеландія та Тасманія також зазнали зледеніння. 
Сучасні деградуючі льодовики гори Кенія, гори Кіліманджаро та хребта Рувензорі у східній і центральній Африці були більшими. 
Льодовики існували в горах Ефіопії та на заході в горах Атласу.
У північній півкулі багато льодовиків злилися в один. 
Кордильєрський льодовиковий щит покривав північний захід Північної Америки; на сході панував Лаврентійський льодовиковий щит. 
Віслинський щит покривав Північну Європу, а також більшу частину Великої Британії; 
Альпійський щит в Альпах. 
Розрізнені льодовикові щити простяглися по Сибіру та Арктичному шельфу. 
Північні моря були вкриті льодом.
На південь від льодовикових щитів накопичувалися великі озера, тому що вихідні отвори були заблоковані, а прохолодніше повітря сповільнювало випаровування. 
Коли Лаврентійський льодовиковий щит відступив, велика північно-центральна частина Північної Америки була озером Агассіз. 
Понад сотня басейнів, тепер висохлих або майже висохлих, були переповнені на заході Північної Америки. 
Озеро Бонневіль, наприклад, було розташовано там, де зараз Велике Солоне озеро. 
В Євразії внаслідок стоку льодовиків утворилися великі озера. 
Річки були більші, мали більший стік і були плетеними. 
Африканські озера були більш повноводними, очевидно через зменшення випаровування. 
З іншого боку, пустелі були сухішими та більшими. 
Опадів було менше через зменшення океанічного та іншого випаровування.
Було підраховано, що протягом плейстоцену Східноантарктичний льодовиковий щит стоншився принаймні на 500 м, а з моменту останнього льодовикового максимуму це стоншення становить менше ніж 50 метрів і, ймовірно, почалося приблизно після 14 тисяч років тому. 

### Основні події
Протягом 2,5 мільйонів років плейстоцену численні холодні фази — гляціали (четвертинне зледеніння), або значне просування льодовикових щитів у Європі та Північній Америці відбувалися з інтервалами приблизно 40 000 — 100 000 років. 
Довгі гляціали були розокремлені більш помірними та коротшими інтергляціалами, які тривали приблизно 10 000–15 000 років. 
Останній холодний епізод останнього льодовикового періоду закінчився приблизно 10 000 років тому. 

Було ідентифіковано понад 11 великих гляціалів, а також багато незначних гляціалів. 

Ці події визначаються по-різному в різних регіонах, та мають свою власну льодовикову історію залежно від широти, рельєфу та клімату. Існує загальна відповідність між гляціалами в різних регіонах. 
Дослідники часто змінюють назви, якщо льодовикова геологія регіону знаходиться в процесі визначення. 
Проте, як правило, неправильно застосовувати назву гляціала в одному регіоні до іншого.
Відповідно до термінів гляціал та інтергляціал вживаються терміни плювіал та інтерплювіал (лат. pluvia — дощ). 
Плювіал — тепліший період зі збільшенням кількості опадів; інтерплювіал, зменшена кількість опадів. 
Раніше вважалося, що плювіал відповідає гляціалу в регіонах без льодовика, і в деяких випадках це так. 
Проте систематичної відповідності плювіалів гляціалам немає. 
Крім того, регіональні плювіали не відповідають один одному глобально.

## Інверсії
Початку плейстоцену відповідає магнітна інверсія Гаусс—Матуяма. 
Ця межа відокремлює п'яченський ярус від гелазького
.
Епізод Олдувай під час магнітної епохи Матуяма тривав 1,968 — 1,781 млн. років тому 

Епізод Харамільйо тривав 1,073 млн років тому — 991 тис. років тому 

(за іншими даними - з 990 тис. років тому до 950 тис. років тому 
). 
Палеомагнітна стратиграфічна межа Брюнес — Матуяма прив'язана до кінця калабрію і межі еоплейстоцену і неоплейстоцену (0,781 млн років тому) 
.
Палеомагнітний екскурс Лашамп-Каргаполово відбувся 41 400 ± 2000 років тому 
. 
Для екскурсу Лашампа встановлено десятикратне падіння інтенсивності геомагнітного поля 
. 
подія Моно супроводжувалася похолоданням і падінням рівня світового океану і відповідає тимчасовому проміжку від 33 300 до 31 500 років тому (GISP2) 

або від 34 000 до 32 000 років тому (відкалібровано за допомогою CalPal) 
.

## Фауна
І морська, і континентальна фауни були по суті сучасними, але з більшою кількістю великих наземних ссавців, таких як мамонти, мастодонти, дипротодони, смілодони, тигри, леви, зубри, короткоморді ведмеді, гігантські лінивці, гігантопітеки тощо. 
На ізольованих масивах суші, таких як Австралія, Мадагаскар, Нова Зеландія та острови в Тихому океані, відбулася еволюція великих птахів і навіть рептилій, таких як епіорнісові, моа, орел Хааста, Quinkana, Megalania та Meiolania.
Суворі кліматичні зміни під час льодовикового періоду мали серйозний вплив на фауну та флору. 
З кожним гляціалом великі території континентів повністю знелюдніли, а рослини та тварини, які відступали на південь перед наступаючим льодовиком, зазнавали величезного тиску не сприятливих факторів: різкі кліматичні зміни, скорочення ареалу, обмеження харчування. 
Голоценове вимирання великих ссавців (мегафауни): мамонтів, мастодонтів, шаблезубих кішок, гліптодонів, Coelodonta antiquitatis, різноманітних жирафів, таких як сиватерій; гігантських лінивців, ірландських лосів, печерних ведмедів, гомфотерієвих, жахливих вовків і короткомордих ведмедів, почалося наприкінці плейстоцену і продовжилося в голоцені. 
У цей період вимерли неандертальці. 
Наприкінці останнього льодовикового періоду дрібніші ссавці, такі як лісові миші, перелітні птахи та білохвостий олень, замінили мегафауну та мігрували на північ. 
Вимирання майже не зазнала Африка, але було особливо серйозним у Північній Америці, де місцеві коні та верблюди зникли.